# Ukrainas hjälte

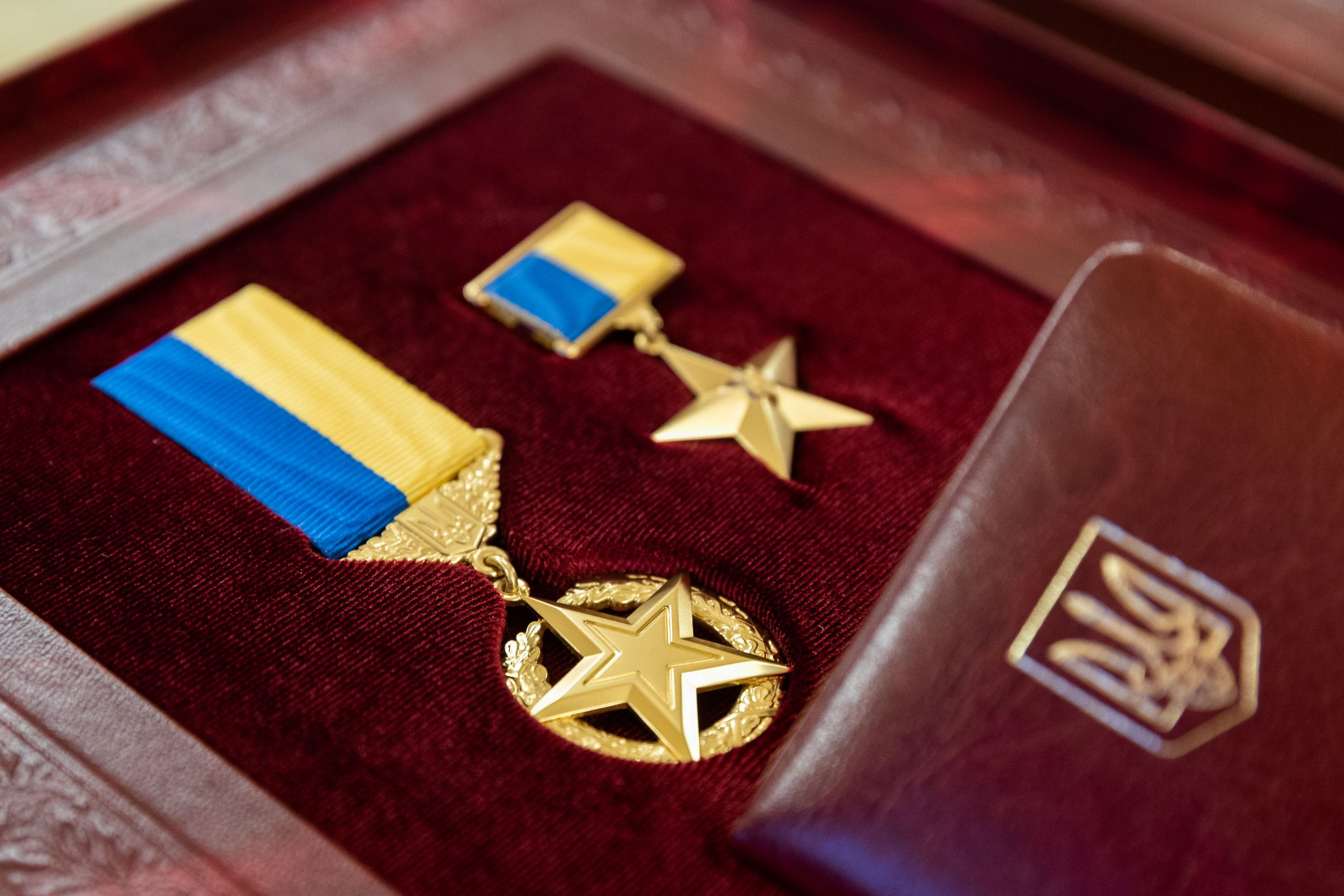
Ordens tecken (för de militära)

Ukrainas hjälte (ukrainska: Герой України: Heroj Ukrajiny) är en ukrainsk orden. Utmärkelsen den 23 augusti 1998 av president Leonid Kutjma och delas ut av Ukrainas president. Kandidater till utmärkelsen kan rekommenderas av Verchovna Rada (Ukrainas parlament), Ukrainas regering, Ukrainas författningsdomstol, Ukrainas högsta domstol, Ukrainas riksåklagare, Ukrainas ministerier och andra centrala ukrainska myndigheter, samt av autonoma republiken Krim. En likadan hederstitel fanns också i Sovjetunionen och fungerade som inspiration till den ukrainska versionen.
Ukrainas hjälte är den högsta utmärkelsen som Ukrainas president kan tilldela en medborgare i Ukraina. Den första utlänning som mottog utmärkelsen var Michail Zjyzneŭski som var från Belarus och avled under Euromajdan. Utmärkelsen utdelades första gången av president Kutjma till Ukrainas nationella vetenskapsakademis president Borys Paton den 26 november 1998. Den första personen som fick militärtecken var Oleksandr Antonov år 1999.
Den som hedras med utmärkelsen får motta ett av två ordenstecken, den militära orden för hjältedåd med den gyllene stjärnan, eller den civila orden med Ukrainas riksvapen i en krans av eklöv. Ordensbandets färger är gul och blå, som i Ukrainas flagga:
- utmärkelsens band

## Galleri

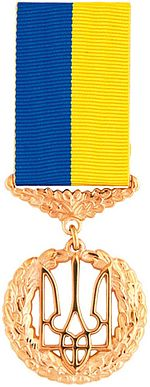
Civiltecken
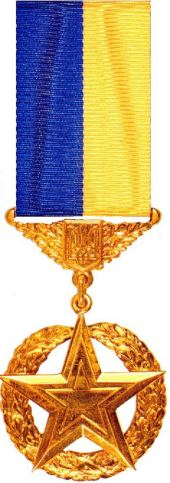
Militärtecken